# Lampromyia
Lampromyia – rodzaj muchówki z podrzędu krótkoczułkich i rodziny Vermileonidae.
Rodzaj ten opisany został w 1835 roku przez Pierre'a J. M. Macquarta.
Muchówki o silnie wydłużonym aparacie gębowym i pociągłej twarzy, przystosowane do antofilii. Odznaczają się obecnością pojedynczej dwuwidlastej pseudotchawki na każdym labellum. Same labella mają zaś postać wydłużonych, nieco spłaszczonych grzbietobrzusznie rurek. Na czułkach 3 do 6 członów biczyka zlanych jest w pseudopedicel. Nasada skrzydeł umiarkowanie szypułkowata. Większość (75%) gatunków cechuje ósmy terit samców, który jest na większości szerokości silnie skrócony, cofnięty pod tergit siódmy, a na tylnym brzegu głęboko wykrojony. Samice gatunków palearktycznych mają spermateki kształtem zbliżone do kuli, natomiast u gatunków południowoafrykańskich są one nieregularnie nabrzmiałe w części końcowej i stosunkowo mniejsze.
Do opisanych gatunków należą:
- Lampromyia bellasiciliae Kehlmaier, 2014[4]
- Lampromyia canariensis Macquart, 1839
- Lampromyia cylindrica (Fabricius, 1794)
- Lampromyia fortunata Stuckenberg, 1971
- Lampromyia funebris Dufour, 1850
- Lampromyia hemmingseni Stuckenberg, 1971
- Lampromyia iberica Stuckenberg, 1971
- Lampromyia lecerfi Seguy, 1928
- Lampromyia nigripennis Seguy, 1930
- Lampromyia pallida Macquart, 1835
- Lampromyia umbraticola Stuckenberg et Fisher, 1999[2]